# Hypsosinga clax
Hypsosinga clax är en spindelart som beskrevs av Tatyana I. Oliger 1993. Hypsosinga clax ingår i släktet Hypsosinga och familjen hjulspindlar. Inga underarter finns listade i Catalogue of Life.